# أميرة محمد علي
أميرة محمد علي (بالألمانية: Amira Mohamed Ali) (مواليد 16 يناير 1980 في هامبورغ)، سياسية ألمانية كانت عضوة في حزب اليسار، وحاليًا عضوة في حزب تحالف سارة فاجنكنيشت، ومنذ عام 2017 عضو في البوندستاغ الألماني. شغلت منذ 12 تشرين الثاني (نوفمبر) 2019 إلى 25 أكتوبر 2023 مع ديتمار بارتش منصب رئيس الكتلة البرلمانية لحزب اليسار في البوندستاغ.

## النشأة والتعليم والحياة المهنية
نشأت أميرة محمد علي في هامبورغ-فولسبوتل. لأب مصري من بورسعيد وأم ألمانية. بعد أن نالت شهادة الثانوية في عام 1998 من مدرسة غيليرتينشوله يوهانيومس في حي فينترهوده درست الحقوق في جامعتي هايدلبرغ وهامبورغ، حيث بدأت الدراسة وتخرجت.
تعمل كمحامية معتمدة منذ عام 2008 وعملت حتى عام 2017 كمستشارة قانونية ومديرة عقود لدى شركة توريد مكونات السيارات. وهي عضو في الاتحاد الصناعي لعمال المعادن ورابطة رعاية الحيوان الألمانية.
أميرة محمد علي متزوجة وتعيش منذ عام 2005 في أولدنبورغ.

## الحياة السياسية

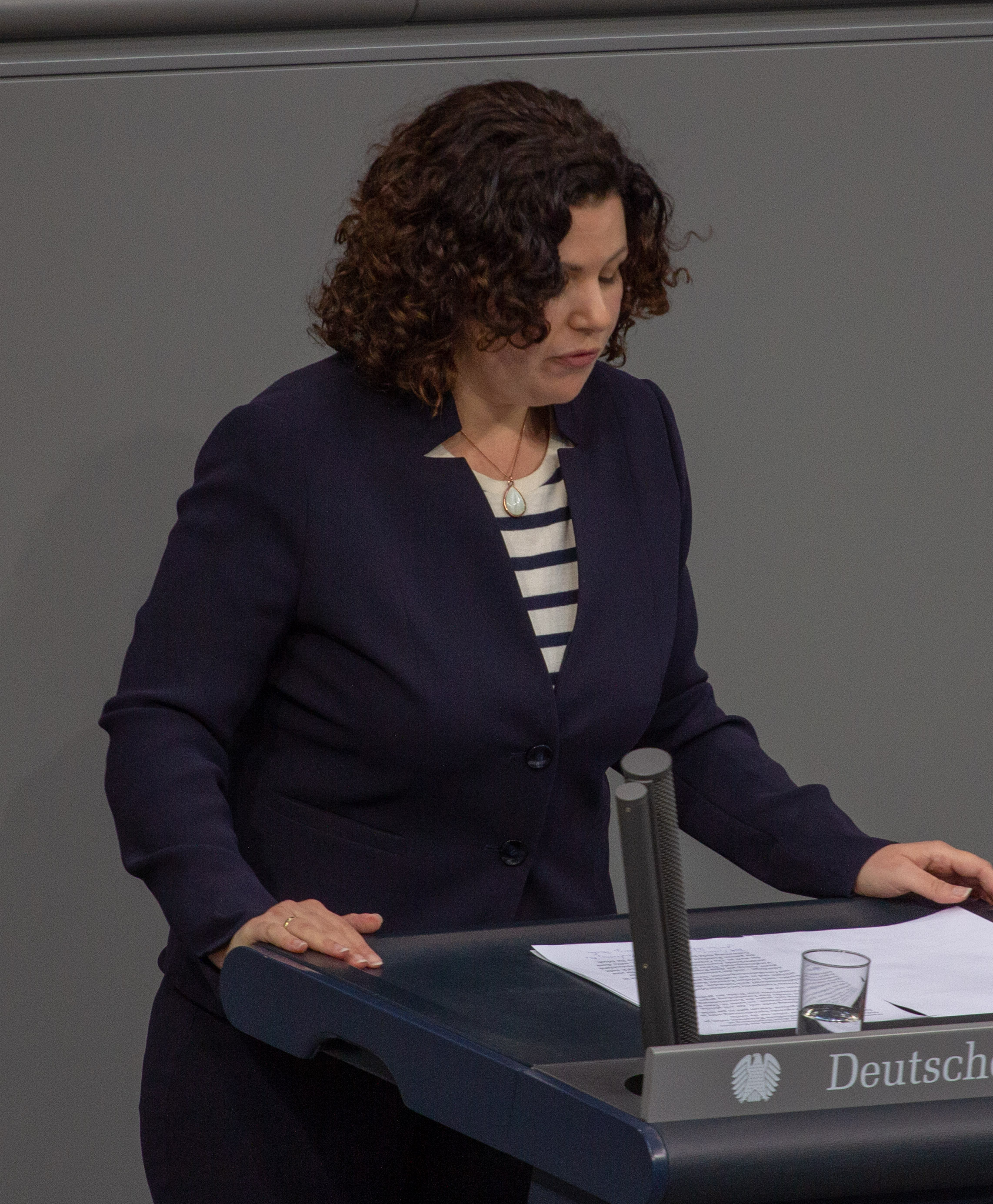
أميرة محمد علي ، عضو البوندستاغ الألماني ، خلال الجلسة العامة في 11 أبريل 2019 في برلين.

أميرة محمد علي عضو منذ عام 2015 في مجلس دائرة أولدنبورغ/أمرلاند الانتخابية عن حزب اليسار في ولاية سكسونيا السفلى. خاضت أميرة أول تجربة انتخابية لشغل منصب سياسي في الانتخابات المحلية عام 2016 في القائمة رقم 2 عن المنطقة الانتخابية السادسة لمدينة أولدنبورغ. حاز حزب اليسار في هذه الانتخابات على أفضل نتيجة له في الانتخابات المحلية منذ تأسيسه.
في الانتخابات الاتحادية لعام 2017 شاركت أميرة محمد علي كمرشح مباشر عن الدائرة الانتخابية 27 (أولدنبورغ - أمرلاند). حلت في المرتبة الخامسة في قائمة ولاية سكسونيا السفلى لحزبها وانتخبت في البوندستاغ. في الدورة البرلمانية التاسعة عشر (البوندستاغ 19) تشغل أميرة عضوية لجنة الشؤون القانونية وحماية المستهلك ولجنة الأغذية والزراعة. وكانت المتحدثة باسم حماية المستهلك ورفاهية الحيوانات في الكتلة البرلمانية لحزب اليسار.
في 12 نوفمبر 2019، انتُخبت خليفة لسارا فاغنكنيخت لترأس بالإضافة إلى ديتمار بارتش الكتلة البرلمانية لحزبها. فازت في التصويت ضد كارين لاي بأغلبية 36 صوتًا مقابل 29 صوتًا.

## روابط خارجية
- السيرة الذاتية على موقع البوندستاغ الألماني
- الملف الشخصي على موقع abgeordnetenwatch.de
- الصفحة الرسمية لأميرة محمد علي
- الملف الشخصي على موقع الكتلة البرلمانية لحزب اليسار في البوندستاغ